# Pseudemoia spenceri
Espèce
Synonymes
- Lygosoma spenceri Lucas & Frost, 1894
- Lygosoma weekesae Kinghorn, 1929

Pseudemoia spenceri est une espèce de sauriens de la famille des Scincidae.

## Répartition
Cette espèce est endémique d'Australie. Elle se rencontre en Nouvelle-Galles du Sud et au Victoria.

## Description
C'est un saurien vivipare.

## Étymologie
Cette espèce est nommée en l'honneur de Walter Baldwin Spencer.

## Publication originale
- Lucas & Frost, 1894 : The lizards indigenous to Victoria. Proceedings of the Royal Society of Victoria, new series, vol. 6, p. 24-92 (texte intégral).